# João de Almada e Melo
D. João de Almada e Melo (Troviscoso, Monção, 15 de Agosto de 1703 - Porto, 30 de Outubro de 1786), senhor de Souto d' El-Rei, foi o grande obreiro da expansão urbana da cidade do Porto no século XVIII e o principal responsável pela organização do espaço a que hoje em dia designamos por Baixa do Porto, em Portugal.

## Biografia
Nascido no Alto Minho, no seio de uma família com grandes tradições na carreira de armas, João de Almada e Melo não fugiu à regra tendo assentado praça aos 15 anos em Viana do Castelo. Em 1735 ascendeu ao posto de capitão, sendo destacado para Portalegre. Passou ainda pelas praças de Monção e Elvas até que, em 1745, foi promovido a coronel e colocado à frente do regimento de Cascais.
Contava já 49 anos de idade quando contraiu matrimónio com Ana Joaquina de Lencastre na Quinta do Paço, em Valadares, Vila Nova de Gaia. Deste casamento nasceriam dois filhos, António José de Almada e Melo e Francisco de Almada e Mendonça.
Aquando do Terramoto de 1755, como a guarnição militar da Corte foi desbaratada, coube ao regimento de Cascais garantir a guarda ao rei D. José I, o que acabou por favorecer a ascensão de Almada. Para além do grau de parentesco já existente com o Marquês de Pombal, João de Almada conquistou também a sua confiança pessoal.
Deste modo, quando em 23 de Fevereiro de 1757 eclodiu, no Porto, um motim popular contra a Companhia Geral da Agricultura das Vinhas do Alto Douro, João de Almada e Melo surgiu imediatamente como o homem indicado para pôr cobro à situação. Por decreto de 27 de Fevereiro, Almada passou a ocupar o importante lugar de Governador de Armas do Porto, cidade que já conhecia relativamente bem e onde vivia sua mãe.
Tendo controlado rapidamente a situação com pulso de ferro, João de Almada acabou por permanecer no Porto até ao fim da vida, empenhando-se de alma e coração, durante quase três décadas, no engrandecimento da cidade. Soube, também, rodear-se de bons conselheiros, como o cônsul britânico, John Whitehead.
Estava-se no ano de 1761, altura em que foi elaborado o projecto de modernização da zona norte da cidade, exterior às medievais Muralhas Fernandinas. Desta iniciativa haveria de surgir a actual Praça da Liberdade e um novo eixo de ligação à velha estrada de Braga, que hoje perpetua a sua memória, a Rua do Almada.
A exposição ao rei das dificuldades sentidas para concretizar as reformas urbanísticas projectadas, levou o monarca a criar a Junta das Obras Públicas, em 1763, estendendo ao Porto as medidas de excepção criadas para a reconstrução de Lisboa após o terramoto. A Junta foi financiada localmente pela imposição de um novo imposto lançado sobre o comércio do vinho: um real por cada quartilho (meio litro) de vinho.
O poder de João de Almada e Melo veio aumentar consideravelmente ao ser provido, em 1764, ao importante cargo civil de Governador da Justiça e Relação do Porto.
A acção da Junta das Obras Públicas foi de transcendente importância, dado que, pela primeira vez, se elaborou um plano estratégico para a cidade, definindo-se os grandes eixos de escoamento de tráfego e respectivas ligações transversais, ordenamento-se a marginal do rio, reformando-se as calçadas e os aquedutos, construindo-se fontes e mercados, implantando-se grandes edifícios públicos, enfim, criando-se um novo modelo arquitectónico e um conjunto de normas para o licenciamento das construções particulares.
João de Almada e Melo morreu a 30 de Outubro de 1786, sendo levado a sepultar na Igreja Matriz de Monção.

## Obras
O período entre 1758 e 1786, João de Almada e Melo conseguiu transformar a cidade, colocando o Porto às portas da modernidade. Procedeu à abertura, prolongamento, rectificação ou grande melhoramento, entre outros, dos seguintes arruamentos e logradouros:
- Rua de Cedofeita;
- Rua de Santa Catarina;
- Rua de São João;
- Rua Direita (hoje Rua de Santo Ildefonso);
- Praça da Ribeira;
- Praça de São Roque, demolida aquando da construção da Rua de Mouzinho da Silveira;
- Rua Nova das Hortas (troço inicial da Rua do Almada).

Por sua iniciativa foram construídos grandes edifícios públicos, entre os quais:
- Hospital de Santo António;
- Casa da Feitoria Inglesa;
- Real Academia da Marinha e do Comércio (hoje edifício da Reitoria da Universidade do Porto).